# José Mulino
José Mulino Rovira (Dolega; c. 1922 - Ciudad de Panamá, 8 de junio de 2013) fue un político y empresario panameño, oriundo de la provincia de Chiriquí. Se desempeñó como alcalde de varios distritos de dicha provincia y posteriormente fue designado gobernador de Chiriquí. Fue padre del presidente de Panamá José Raúl Mulino.

## Biografía
Su vida política inició en la década de 1940, cuando fue electo por voto popular como alcalde del distrito de Barú. Como empresario, desempeñó un alto cargo dentro de la bananera Chiriquí Land Company, en la década de 1950. Posteriormente, en la década de 1960, fue designado como alcalde del distrito de Bugaba, y en 1966 fue designado alcalde del distrito de David, distrito capital de Chiriquí.
Mulino tuvo una amistad cercana con el general Omar Torrijos, por lo que mantuvo su cargo como alcalde tras el golpe militar de 1968 y fue designado posteriormente desde 1970 hasta 1972 como gobernador de la provincia de Chiriquí. Desde 1972 hasta 1978 fue el director de la Caja de Seguro Social en Chiriquí.
Estuvo casado desde 1953 con la empresaria Nelly Quintero y tuvo dos hijos: José Javier (embajador de Panamá en Costa Rica, 2009-2014) y José Raúl Mulino (ministro de Seguridad y presidente de Panamá).
Pasó sus últimos años en la invalidez y falleció en la ciudad capital de Panamá el 9 de junio de 2013, debido a problemas respiratorios.